# NGC 7250
NGC 7250 هي مجرة غير منتظمة تقع في كوكبة العظاءة (كوكبة). وهي مجرة زرقاء اللون مع رشقات نارية مشرقة من تشكيل النجوم.
في عام 2013 تم الكشف عن مستعر أعظم وتم الكشف حوالي 2.4 ساعة بعد الانفجار، مما يجعله أقرب اكتشاف معروف لمستعر أعظم في ذلك الوقت. وهو أقرب إلى الأرض بمليون مرة من المجرة نفسها.

## وصلات خارجية
- NGC 7250 على موقع ويكي سكاي: DSS2, SDSS, GALEX, IRAS, Hydrogen α, X-Ray, Astrophoto, Sky Map, Articles and images